# أوقستو بيريز
أوقستو بيريز (بالإنجليزية: Augusto Perez)‏ هو راكب الكنو أمريكي، ولد في 9 نوفمبر 1972 في مدريد في إسبانيا.

## وصلات خارجية
- أوقستو بيريز على موقع الاتحاد الدولي للكرلنغ (الإنجليزية)
- أوقستو بيريز على موقع Paralympic.org (الإنجليزية)
- أوقستو بيريز على موقع اللجنة الأولمبية والبارالمبية الأمريكية (الإنجليزية)